# Jersey Road Race 1950
IV J.C.C. Jersey Road Race byl dvanáctým závod formule 1, pořádaný v sezóně 1950.

## Výsledky
- 9. červenec 1950
- Okruh St.Helier
- 55 kol x 8,123 km / 447,04 km

| Legenda k tabulce | Legenda k tabulce                                                                       |
| Barva             | Výsledek                                                                                |
| ----------------- | --------------------------------------------------------------------------------------- |
| Zlatá             | Vítěz                                                                                   |
| Stříbrná          | 2. místo                                                                                |
| Bronzová          | 3. místo                                                                                |
| Zelená            | Bodované umístění                                                                       |
| Modrá             | Nebodované umístění                                                                     |
| Modrá             | Dokončil neklasifikován (NC)                                                            |
| Fialová           | Odstoupil (Ret)                                                                         |
| Červená           | Nekvalifikoval se (DNQ)                                                                 |
| Červená           | Nepředkvalifikoval se (DNPQ)                                                            |
| Černá             | Diskvalifikován (DSQ)                                                                   |
| Bílá              | Nestartoval (DNS)                                                                       |
| Bílá              | Závod zrušen (C)                                                                        |
| Světle modrá      | Pouze trénoval (PO)                                                                     |
| Světle modrá      | Páteční testovací jezdec (TD)                                                           |
| Bez barvy         | Netrénoval (DNP)                                                                        |
| Bez barvy         | Vyřazen (EX)                                                                            |
| Bez barvy         | Nepřijel (DNA)                                                                          |
| Bez barvy         | Odvolal účast (WD)                                                                      |
| Bez barvy         | Nezúčastnil se (prázdné)                                                                |
| Označení          | Význam                                                                                  |
| Tučnost           | Pole position                                                                           |
| Kurzíva           | Nejrychlejší kolo                                                                       |
| †                 | Jezdec nedojel do cíle, ale byl klasifikován, protože odjel více než 90 % délky závodu. |
| ‡                 | Byl udělován poloviční počet bodů, protože bylo odjeto méně než 75 % délky závodu.      |
| Horní index       | Umístění bodujících jezdců ve sprintu                                                   |

| Pozice | Č  | Jezdec                                               | Vůz                | Kolo | Čas             | +/- | Pole | Nej. kolo |
| ------ | -- | ---------------------------------------------------- | ------------------ | ---- | --------------- | --- | ---- | --------- |
| 1      | 10 | Peter Whitehead                                      | Ferrari 125        | 55   | 1h56'02"6       | 1   | 2    |           |
| 2      | 5  | Reg Parnell                                          | Maserati 4CLT/48   | 54   | à 1 kolo        | 5   | 7    |           |
| 3      | 3  | Toulo de Graffenried                                 | Maserati 4CLT/48   | 54   | à 1 kolo        | 2   | 5    |           |
| 4      | 11 | Bob Gérard                                           | ERA B              | 54   | à 1 kolo        | 1   | 3    |           |
| 5      | 15 | Brian Shawe-Taylor                                   | ERA B              | 54   | à 1 kolo        | 1   | 6    |           |
| 6      | 18 | Geoff Crossley                                       | Alta GP-2          | 51   | à 4 kola        | 11  | 17   |           |
| 7      | 14 | Graham Whitehead                                     | ERA B              | 51   | à 4 kola        | 11  | 18   |           |
| 8      | 19 | Joe Kelly                                            | Alta GP-3          | 51   | à 4 kola        | 1   | 9    |           |
| 9      | 16 | Joe Ashmore                                          | ERA A              | 51   | à 4 kola        | 4   | 13   |           |
| 10     | 21 | Chas Mortimer                                        | HWM 50             | 50   | à 5 kol         | 6   | 16   |           |
| 11     | 9  | Antonio Branca                                       | Simca Gordini T 15 | 50   | à 5 kol         | 4   | 15   |           |
| 12     | 8  | Duncan Hamilton * poleman Philip Fotheringham-Parker | Maserati 6CM       | 49   | à 6 kol         | 0   | 12   |           |
| Pozice | Č  | Odstoupili                                           | Vůz                | Kolo | Příčina         | +/- | Pole | Nej. kolo |
| Ret    | 6  | David Hampshire                                      | Maserati 4CLT/48   | 22   | Magneto         |     | 1    | 2:02.0    |
| Ret    | 22 | Bill Aston                                           | Cooper T 9         | 18   | Píst            |     | 14   |           |
| Ret    | 23 | R.William Merrick                                    | Cooper T 12        | 9    | Píst            |     | 19   |           |
| Ret    | 7  | David Murray                                         | Maserati 4CLT/48   | 9    | Indukční svíčka |     | 11   |           |
| Ret    | 12 | Cuth Harrison                                        | ERA B              | 8    | Karburátor      |     | 4    |           |
| Ret    | 4  | Princ Bira                                           | Maserati 4CLT/48   | 6    | Kompresor       |     | 10   |           |
| Ret    | 17 | Tony Rolt                                            | Delage 15S8        | 1    | Motor           |     | 8    |           |
| Pozice | Č  | Nekvalifikovali se                                   | Vůz                | Kolo | Příčina         | +/- | Pole | Nej. kolo |
| DNQ    | 20 | A.J. Butterworth                                     | A.J.B.-Steyr       |      |                 |     |      |           |
| Pozice | Č  | Nestartovali                                         | Vůz                | Kolo | Příčina         | +/- | Pole | Nej. kolo |
| DNS    | 24 | Sid Logan                                            | Cooper T9          |      |                 |     |      |           |
| DNA    | 1  | Louis Chiron                                         | Maserati 4CLT/48   |      |                 |     |      |           |
| DNA    | 2  | Franco Rol                                           | Maserati 4CLT/48   |      |                 |     |      |           |
| AP     | 9  | Leslie Brooke                                        |                    |      |                 |     |      |           |
| AP     | 17 | Jack Playford                                        |                    |      |                 |     |      |           |
| AP     | 21 | Anthony Baring                                       |                    |      |                 |     |      |           |

### Nejrychlejší kolo
- David Hampshire (Maserati 4CLT/48), 2:02.0

### Postavení na startu
| _______1_______ David Hampshire Maserati 2:02.4           |                                                       | _______2_______ Peter Whitehead Ferrari 2:03.2 |                                               | _______3_______ Bob Gérard ERA 2:04.4            |                                             | _______4_______ Cuth Harrison ERA 2:04.8       |  |
|                                                           | _______5_______ Toulo de Graffenried Maserati 2:05.4  |                                                | _______6_______ Brian Shawe-Taylor ERA 2:05.8 |                                                  | _______7_______ Reg Parnell Maserati 2:07.8 |                                                |  |
| _______8_______ Tony Rolt Delage 2:08.4                   |                                                       | _______9_______ Joe Kelly Alta 2:08.8          |                                               | _______10_______ Princ Bira Maserati 2:09.6      |                                             | _______11_______ David Murray Maserati 2:12.8  |  |
|                                                           | _______12_______ Duncan Hamilton Maserati 2:14.2      |                                                | _______13_______ Joe Ashmore ERA 2:13.8       |                                                  | _______14_______ Bill Aston Cooper 2:14.2   |                                                |  |
| _______15_______ Antonio Branca Simca Gordini T 15 2:17.2 |                                                       | _______16_______ Chas Mortimer HWM 50 2:18.8   |                                               | _______17_______ Geoff Crossley Alta GP-2 2:19.2 |                                             | _______18_______ Graham Whitehead ERA B 2:19.4 |  |
|                                                           | _______19_______ R.William Merrick Cooper T 12 2:39.0 |                                                |                                               |                                                  |                                             |                                                |  |

## Startovní listina
| Č. | Tým                       | Pilot                  | Šasi             | Motor                      |
| -- | ------------------------- | ---------------------- | ---------------- | -------------------------- |
| 1  | Officine Alfieri Maserati | Louis Chiron           | Maserati 4CLT/48 | Maserati 4CL S4 Super      |
| 2  | Officine Alfieri Maserati | Francisco Rol          | Maserati 4CLT/48 | Maserati 4CL S4 Super      |
| 3  | Enrico Platé              | Emanuel de Graffenried | Maserati 4CLT/48 | Maserati 4CL S4 Super      |
| 4  | Enrico Platé              | Prince Bira            | Maserati 4CLT/48 | Maserati 4CL S4 Super      |
| 5  | Scuderia Ambrosiana       | Reg Parnell            | Maserati 4CLT/48 | Maserati 4CL S4 Super      |
| 6  | Scuderia Ambrosiana       | David Hampshire        | Maserati 4CLT/48 | Maserati 4CL S4 Super      |
| 7  | Scuderia Ambrosiana       | David Murray           | Maserati 4CLT/48 | Maserati 4CL S4 Super      |
| 9  | Vicomtesse de Walkiers    | Antonio Branca         | Simca Gordini 15 | Simca Gordini 15C S4 Super |
| 10 | P. N. Whitehead           | Peter Whitehead        | Ferrari 125      | Ferrari 125-F1 V12 Super   |
| 11 | Bob Gerard Racing         | Bob Gerard             | ERA B            | ERA S6 Super               |
| 12 | Privátní                  | Cuth Harrison          | ERA B            | ERA S6 Super               |
| 14 | P. N. Whitehead           | Graham Whitehead       | ERA B            | ERA S6 Super               |
| 15 | Privátní                  | Brian Shawe-Taylor     | ERA B            | ERA S6 Super               |
| 16 | Privátní                  | Joe Ashmore            | ERA A            | ERA S6 Super               |
| 17 | Rob Walker Racing Team    | Tony Rolt              | Delage 15S8      | Delage S8 Super            |
| 18 | Privátní                  | Geoff Crossley         | Alta GP          | Alta GP S4 Super           |
| 19 | Privátní                  | Joe Kelly              | Alta GP          | Alta GP S4 Super           |
| 20 | Privátní                  | Archie Butterworth     | AJB              | Steyr S4                   |
| 21 | Privátní                  | Charles Mortimer       | HW-Alta          | Alta GP S4 Super           |
| 22 | Privátní                  | Bill Aston             | Cooper T9        | JAP V2                     |
| 23 | Privátní                  | Bill Merrick           | Cooper T12       | JAP V2                     |
| 24 | Privátní                  | Sid Logan              | Cooper T9        | JAP V2                     |

## Souhrn
| Pole position    | Vítězství       | Nej. kolo        |
| David Hampshire  | Peter Whitehead | David Hampshire  |
| Maserati 4CLT/48 | Ferrari 125     | Maserati 4CLT/48 |
| 2'02.4           | 1:56'02.6       | 2'02.0           |
| 151.471 km/h     | 143.631 km/h    | 151.967 km/      |
| ---------------- | --------------- | ---------------- |

| Předchozí závod: Grand Prix Bari 1950  | Jersey Road Race 1950 | Následný závod: Grand Prix Albi 1950  |
| Předchozí závod: Jersey Road Race 1949 | Jersey Road Race      | Následný závod: Jersey Road Race 1951 |